# Ratusz w Solcu Kujawskim
Ratusz w Solcu Kujawskim – solecki ratusz to budowla neogotycka, nieotynkowana, zbudowana w latach 1890–1891. Jest to budynek murowany, posiadający trzy kondygnacje. Część wejściowa posiada lekki ryzalit, trzecia kondygnacja zakończona jest szczytem. Obecnie siedziba Urzędu Miasta i Gminy. Mieści się przy ulicy 23 Stycznia, pod numerem 7.